# Watrabebe
De watrabebe (Pterocarpus officinalis) is een boomsoort die 20 en soms tot 30 meter hoog wordt. De stam wordt 30–60 cm dik en kan een lengte van 18 meter bereiken. De stam is vaak gebogen of gedraaid. Het sap is rood. Het verhardt tot een stof die vaak sangre de drago (drakensbloed) genoemd wordt en er zijn Nederlandstalige bronnen die de boom daarom drakenbloedboom noemen. Dit schept echter verwarring met de Dracaena-soort die zo genoemd wordt.
De watrabebe komt in grote delen van tropisch Zuid- en Centraal-Amerika voor. De soort staat op de Rode Lijst van de IUCN geklasseerd als 'gevoelig'.
In Suriname is watrabebe een typische moerasboom die met plankwortels in het water of aan de rivieroever staat. Bij Overbridge is het langs de Surinamerivier een dominerende boomsoort met oranje bloemen en ronde platte eenzadige vruchten.
Het hars werd gebruikt voor medicinale doeleinden, maar er is weinig handel in.

## Beeldgalerij

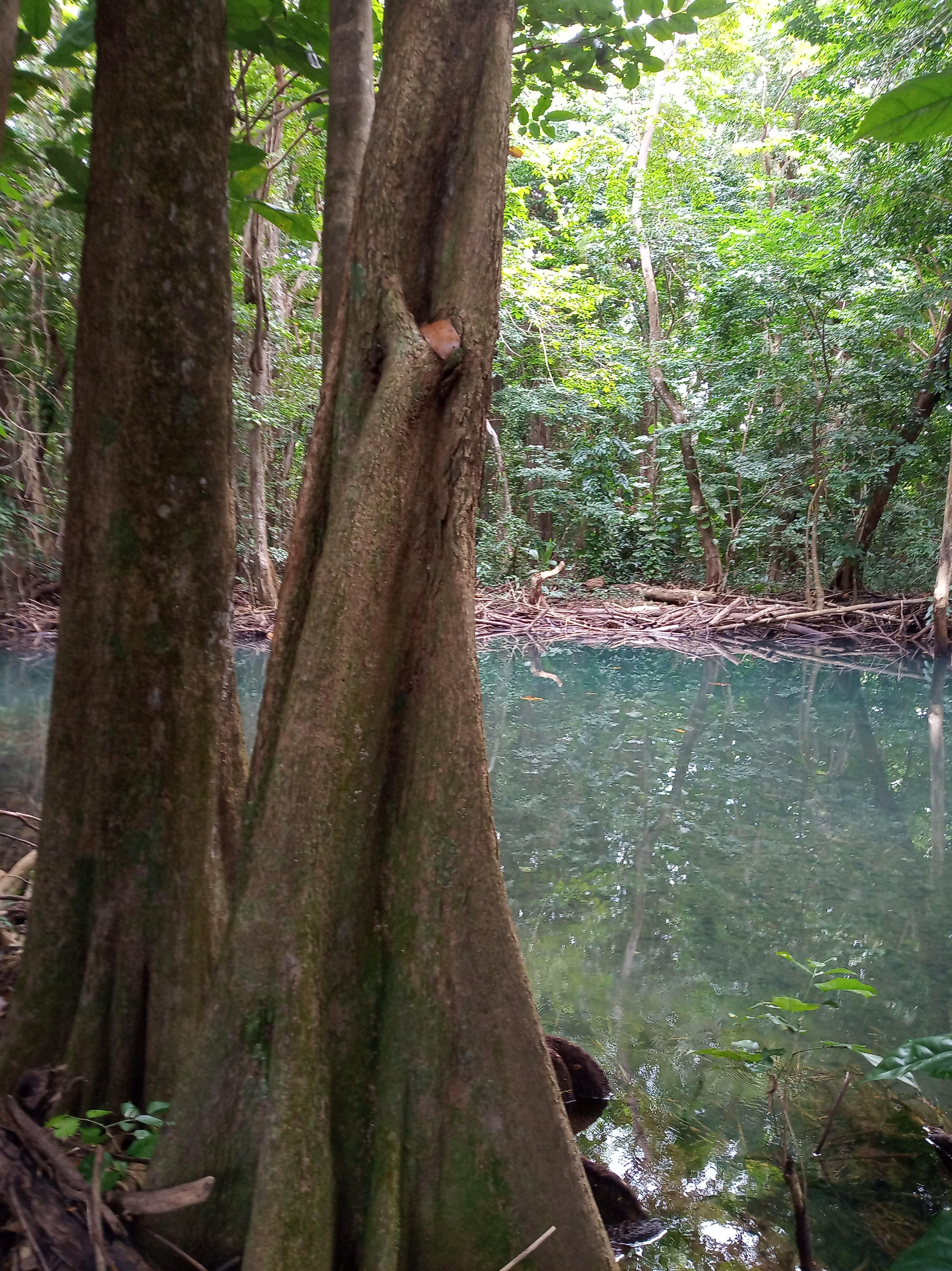
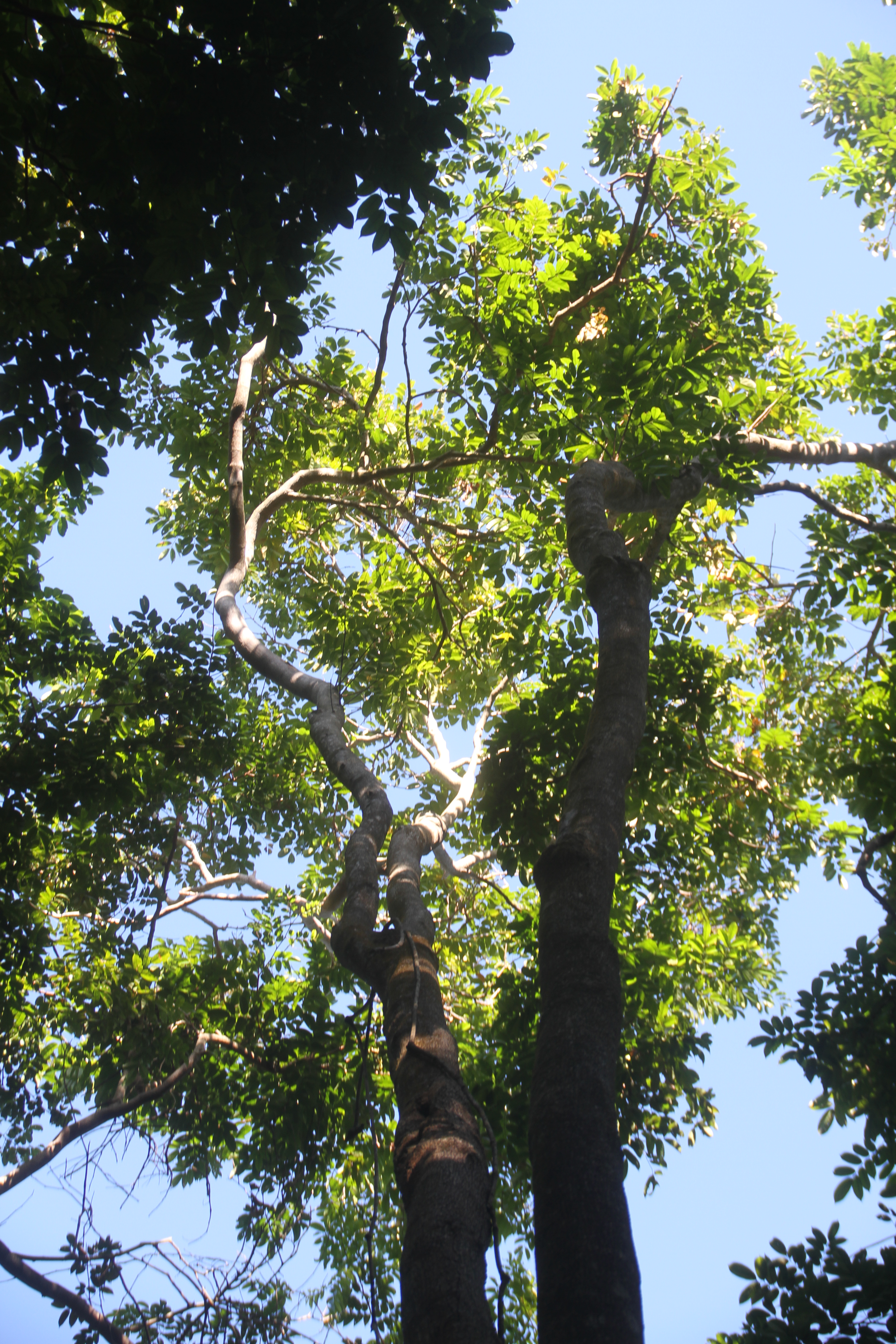
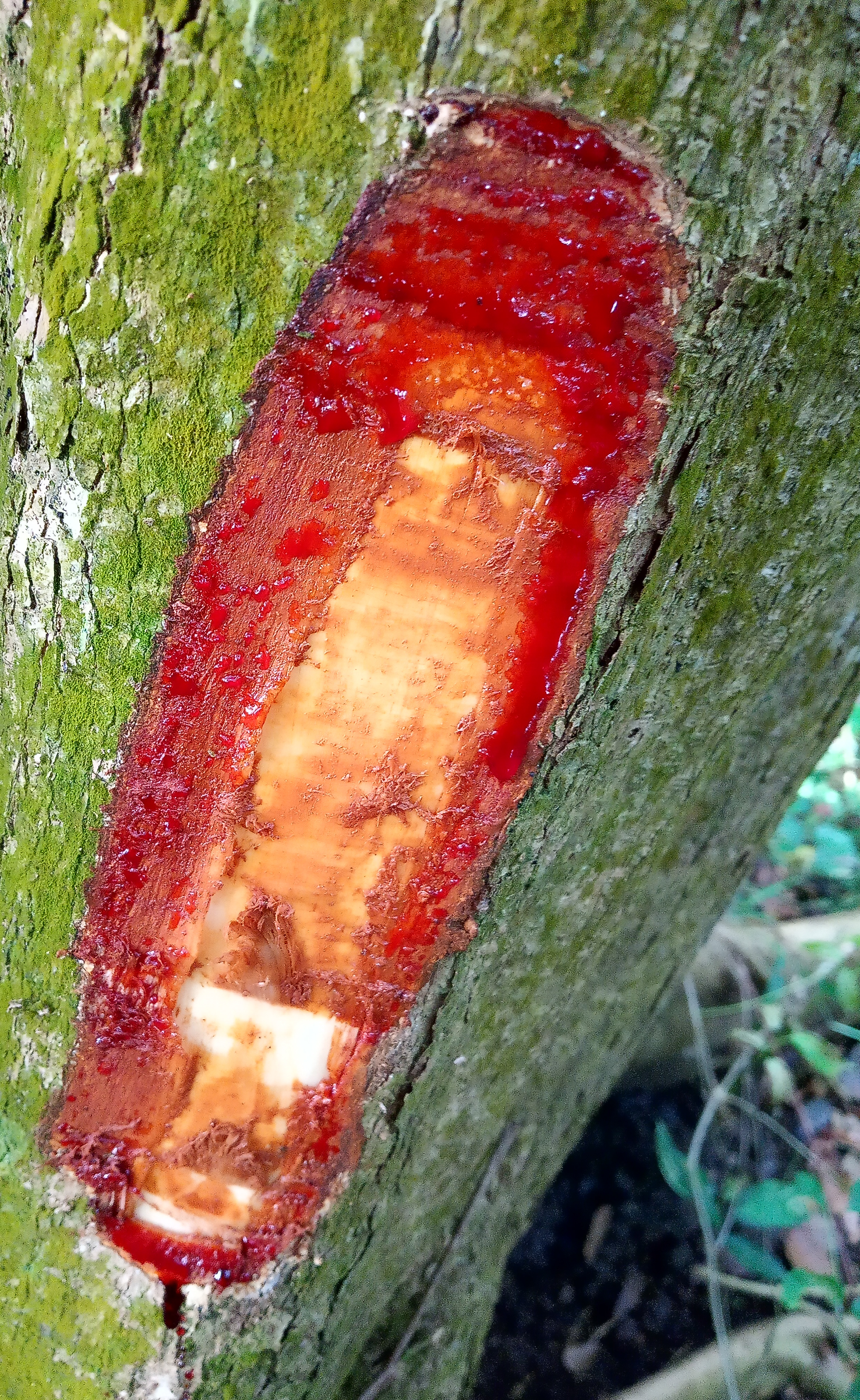